# Lista poprawek do Konstytucji Stanów Zjednoczonych

Oryginał Karty Praw Stanów Zjednoczonych, zawierający pierwsze 10 poprawek do konstytucji

Lista poprawek do Konstytucji Stanów Zjednoczonych zawiera 27 poprawek wprowadzonych od czasu ratyfikacji oryginalnej Konstytucji Stanów Zjednoczonych do chwili obecnej. Pierwszych dziesięć poprawek zostało wspólnie zaproponowanych już w 1789 roku jako Karta Praw Stanów Zjednoczonych i weszły w życie dwa lata później. Ratyfikowanie 26. poprawki trwało najkrócej, bo tylko 100 dni. Z kolei ostatnia, 27. poprawka została zaproponowana wspólnie z Kartą Praw w 1789 roku, a weszła w życie 7 maja 1992 roku, zatem jej ratyfikacja trwała ponad 200 lat.
| #   | Zakres poprawki                                                                              | Data propozycji       | Data ratyfikacji      |
| --- | -------------------------------------------------------------------------------------------- | --------------------- | --------------------- |
| 1.  | Wolność religii, prasy, słowa, petycji i zgromadzeń                                          | 25 września 1789(dts) | 15 grudnia 1791(dts)  |
| 2.  | Prawo posiadania i noszenia broni                                                            | 25 września 1789(dts) | 15 grudnia 1791(dts)  |
| 3.  | Zakwaterowanie żołnierzy w domach prywatnych                                                 | 25 września 1789(dts) | 15 grudnia 1791(dts)  |
| 4.  | Prawo do nietykalności osobistej i materialnej, zasady nakazów rewizji                       | 25 września 1789(dts) | 15 grudnia 1791(dts)  |
| 5.  | Zasady składania zeznań i wymierzania kary                                                   | 25 września 1789(dts) | 15 grudnia 1791(dts)  |
| 6.  | Prawa oskarżonych                                                                            | 25 września 1789(dts) | 15 grudnia 1791(dts)  |
| 7.  | Prawo do sądu z ławą przysięgłych                                                            | 25 września 1789(dts) | 15 grudnia 1791(dts)  |
| 8.  | Zakaz nadmiernych kaucji i okrutnych kar                                                     | 25 września 1789(dts) | 15 grudnia 1791(dts)  |
| 9.  | Istnienie praw pozakonstytucyjnych                                                           | 25 września 1789(dts) | 15 grudnia 1791(dts)  |
| 10. | Zakres praw pozakonstytucyjnych                                                              | 25 września 1789(dts) | 15 grudnia 1791(dts)  |
| 11. | Powództwo przeciwko stanom                                                                   | 4 marca 1794(dts)     | 7 lutego 1795(dts)    |
| 12. | Sposób wyboru prezydenta                                                                     | 9 grudnia 1803(dts)   | 15 czerwca 1804(dts)  |
| 13. | Zniesienie niewolnictwa                                                                      | 31 stycznia 1865(dts) | 6 grudnia 1865(dts)   |
| 14. | Prawa gwarantowane i korzyści z obywatelstwa                                                 | 13 czerwca 1866(dts)  | 9 lipca 1868(dts)     |
| 15. | Prawo do głosu bez względu na rasę                                                           | 26 lutego 1869(dts)   | 3 lutego 1870(dts)    |
| 16. | Ustanowienie podatku dochodowego                                                             | 12 lipca 1909(dts)    | 3 lutego 1913(dts)    |
| 17. | Sposób wyboru i liczba senatorów                                                             | 13 maja 1912(dts)     | 8 kwietnia 1913(dts)  |
| 18. | Wprowadzenie prohibicji (zniesiona 21. poprawką)                                             | 18 grudnia 1917(dts)  | 16 stycznia 1919(dts) |
| 19. | Prawo kobiet do głosu                                                                        | 4 czerwca 1919(dts)   | 18 sierpnia 1920(dts) |
| 20. | Zmiana kadencji kongresu i prezydenta                                                        | 2 marca 1932(dts)     | 23 stycznia 1933(dts) |
| 21. | Zniesienie prohibicji                                                                        | 20 lutego 1933(dts)   | 5 grudnia 1933(dts)   |
| 22. | Ograniczenie prezydentury do dwóch kadencji                                                  | 24 marca 1947(dts)    | 27 lutego 1951(dts)   |
| 23. | Przedstawicielstwo dla Waszyngtonu w Kolegium Elektorów                                      | 16 czerwca 1960(dts)  | 29 marca 1961(dts)    |
| 24. | Zakaz odebrania praw wyborczych w związku z niezapłaceniem podatku                           | 14 września 1962(dts) | 23 stycznia 1964(dts) |
| 25. | Przekazanie władzy w przypadku śmierci prezydenta                                            | 6 lipca 1965(dts)     | 23 lutego 1967(dts)   |
| 26. | Prawo wyborcze od 18. roku życia                                                             | 23 marca 1971(dts)    | 1 lipca 1971(dts)     |
| 27. | Niemożność podwyższania płacy Kongresmenom w ciągu tej kadencji, gdy jest uchwalona podwyżka | 25 września 1789(dts) | 7 maja 1992(dts)      |